# Валансьен-Эст
Валансье́н-Эст (фр. Valenciennes-Est) — упраздненный кантон во Франции, находился в регионе Нор — Па-де-Кале, департамент Нор. Входил в состав округа Валансьен.
В состав кантона входили коммуны (население по данным Национального института статистики Архивная копия от 14 марта 2014 на Wayback Machine за 2011 г.):
- Валансьен (11 294 чел.) (частично)
- Карубль (3 050 чел.)
- Кьеврешен (6 130 чел.)
- Кюржи (1 075 чел.)
- Марли (11 646 чел.)
- Оннен (8 720 чел.)
- Презо (1 846 чел.)
- Ромби-э-Маршипон (773 чел.)
- Себур (1 914 чел.)
- Сольтен (2 079 чел.)
- Эстрэ (965 чел.)

## Экономика
Структура занятости населения (без учета Валансьена):
- сельское хозяйство — 1,0 %
- промышленность — 37,7 %
- строительство — 5,7 %
- торговля, транспорт и сфера услуг — 33,7 %
- государственные и муниципальные службы — 21,8 %

Уровень безработицы (2011) - 17,1 % (Франция в целом - 12,8 %, департамент Нор - 16,3 %). 

Среднегодовой доход на 1 человека, евро (2011) - 21 530 (Франция в целом - 25 140, департамент Нор - 22 405).

## Политика
На президентских выборах 2012 г. жители кантона отдали в 1-м туре 26,8 % голосов Франсуа Олланду против 23,9 % у  Николя Саркози и 22,8 % у Марин Ле Пен, во 2-м туре в кантоне победил Олланд, получивший 53,9 % голосов (2007 г. 1 тур: Саркози - 29,1 %, Сеголен Руаяль - 22,3 %; 2 тур: Саркози - 52,1 %). На выборах в Национальное собрание в 2012 г. по 21-му избирательному округу департамента Нор они поддержали действующего депутата, кандидата Радикальной партии, бывшего мэра Валансьена Жана-Луи Борлоо, набравшего 38,8 % голосов в 1-м туре и 50,8 % - во 2-м туре. (2007 г. Жана-Луи Борлоо: 1-й тур - 50,3 %). На региональных выборах 2010 года в 1-м туре с незначительным преимуществом победил список коммунистов, набравший 24,3 % голосов против 23,9 % у «правых», 17,2 % у социалистов и 16,3 % у Национального фронта. Во 2-м туре единый «левый список» с участием социалистов, коммунистов и «зелёных» во главе с Президентом регионального совета Нор-Па-де-Кале Даниэлем Першероном получил 47,5% голосов, «правый» список во главе с сенатором Валери Летар занял второе место с 30,0 %, а Национальный фронт Марин Ле Пен с 22,5 финишировал третьим.
|  | Кандидат          | Партия                    | % голосов |
|  | ----------------- | ------------------------- | --------- |
|  | Фабьен Тьеме      | Коммунистическая партия   | 62,99     |
|  | Жан-Ноэль Верфайи | Союз за народное движение | 37,01     |

|  | Кандидат      | Партия                  | % голосов |
|  | ------------- | ----------------------- | --------- |
|  | Фабьен Тьеме  | Коммунистическая партия | 59,07     |
|  | Лоран Дегалле | Правые партии           | 40,93     |